# Linfocina
Las linfocinas son una familia de moléculas pertenecientes a las interleucinas (que a su vez pertenecen a las citocinas o mensajeros químicos), que son producidas y liberadas por las células denominadas linfocitos T.
Las linfocinas son sustancias polipeptídicas sintetizadas por linfocitos que afectan a la función de otros tipos celulares mediante acción paracrina o autocrina. 
La acción de las linfoquinas es muy variada, pudiendo estimular o inhibir diferentes aspectos de la respuesta inmunitaria. 
Su función es atraer a las células macrófagos al lugar en que se ha producido una infección o inflamación, además de prepararlos para el ataque a los posibles invasores extraños que estén produciendo dicha infección.
Ejemplos de linfocinas son:
- el factor inhibidor del macrófago,
- el factor mitogenético
- la linfotoxina.
- las interleuquinas 1 y 2,
- el interferón gamma.